# Brzuze
Brzuze è un comune rurale polacco del distretto di Rypin, nel voivodato della Cuiavia-Pomerania.
Ricopre una superficie di 86,25 km² e nel 2007 contava 5 344 abitanti.